# Platylepis polyadenia
Platylepis polyadenia är en orkidéart som beskrevs av Heinrich Gustav Reichenbach. Platylepis polyadenia ingår i släktet Platylepis och familjen orkidéer. Inga underarter finns listade i Catalogue of Life.